# Schmittenberg
Schmittenberg ist eine Ortslage im Stadtbezirk Ronsdorf der bergischen Großstadt Wuppertal in Nordrhein-Westfalen/Deutschland.

## Lage und Beschreibung
Die Ortschaft liegt abgelegen im Wohnquartier Blutfinke westlich des Ortszentrums von Ronsdorf und der Hofschaft Heidt an der Grenze zu Remscheid. Benachbarte Ortslagen sind neben Heidt Heusiepen, Langenhaus, Oelingrath und Westen. Die einzige Zuwegung besteht aus einem Hohlweg aus Richtung Heidt. Der Bach Heusiepen fließt an Schmittenberg vorbei, bachabwärts beginnt das Naherholungsgebiet Gelpetal.

## Geschichte
Die erste urkundliche Erwähnung von Schmittenberg erfolgte im Jahr 1547. Der Ort gehörte in der frühen Neuzeit zu der Honschaft Erbschloe im Kirchspiel Lüttringhausen des Amtes Beyenburg.
1715 verzeichnete Erich Philipp Ploennies in seinem Werk Topographia Ducatus Montani den Hof als Schmittenberg. Schmittenberg erscheint als am Schmittenberg auf dem Plan der Stadt Ronsdorf des Geometers J. W. Buschmann aus dem Jahr 1790. Auf der Topographischen Aufnahme der Rheinlande von 1824 ist der Ort als Schmittenberg und auf der Preußischen Uraufnahme von 1843 unbeschriftet verzeichnet.
1832 gehörte Schmittenberg zur Heider Rotte des ländlichen Außenbezirks der Stadt Ronsdorf. Der laut der Statistik und Topographie des Regierungsbezirks Düsseldorf als Dorf kategorisierte Ort besaß zu dieser Zeit zwei Wohnhäuser und ein landwirtschaftliches Gebäude. Zu dieser Zeit lebten 31 Einwohner im Ort, alle evangelischen Glaubens. Im Gemeindelexikon für die Provinz Rheinland von 1888 werden zwei Wohnhäuser mit 34 Einwohnern angegeben.